# Вышкувский повет
Вышкувский повет (пол. Powiat wyszkowski) — повет (район) в Польше, входит как административная единица в Мазовецкое воеводство. Центр повета — город Вышкув. Занимает площадь 876,49 км². Население — 73 914 человек (на 2013 год).

## Административное деление
- города: Вышкув
- городско-сельские гмины: Гмина Вышкув
- сельские гмины: Гмина Браньщик, Гмина Длугосёдло, Гмина Жонсник, Гмина Сомянка, Гмина Забродзе

## Демография
Население повета дано на 2013 год.
| Перепись            | Всего | Мужчины | Женщины |
| ------------------- | ----- | ------- | ------- |
| Всего               | 73914 | 36613   | 37301   |
| Городское население | 27222 | 13124   | 14098   |
| Сельское население  | 46692 | 23489   | 23203   |